# Бальчево
Бальчево (пол. Balczewo, нім. Balzweiler) — село в Польщі, у гміні Іновроцлав Іновроцлавського повіту Куявсько-Поморського воєводства.
Населення — 234 особи (2011).
У 1975-1998 роках село належало до Бидгощського воєводства.

## Демографія
Демографічна структура станом на 31 березня 2011 року:
|          | Загалом | Допрацездатний вік | Працездатний вік | Постпрацездатний вік |
| -------- | ------- | ------------------ | ---------------- | -------------------- |
| Чоловіки | 120     | 19                 | 86               | 15                   |
| Жінки    | 114     | 24                 | 68               | 22                   |
| Разом    | 234     | 43                 | 154              | 37                   |